# Nord bei Nordwest
Nord bei Nordwest ist eine Kriminalfilmreihe der ARD, die seit 2014 in der Donnerstags-Krimi-Reihe ausgestrahlt wird. Die Hauptrollen spielen Hinnerk Schönemann als Hauke Jacobs, Marleen Lohse als Jule Christiansen, bis 2020 Henny Reents als Lona Vogt und seit 2021 Jana Klinge als Hannah Wagner.

## Handlung
Der ehemalige Hamburger Polizist Hauke Jacobs lässt sich zusammen mit seinem Hund Holly an der Ostsee im fiktiven Dorf Schwanitz nieder, um dort als Tierarzt zu arbeiten. Er erwirbt ein altes bewohnbares Schiff, das zu seinem Domizil wird. Da sich der ortsansässige Tierarzt das Leben genommen hat, übernimmt er kurzerhand dessen Praxis und stellt die bisherige Arzthelferin Jule Christiansen ein. Jedoch kann er von seinem alten Beruf nicht lassen und unterstützt die Ortspolizistin Lona Vogt bei ihrer Arbeit, üblicherweise nachdem Tote aufgefunden worden sind.
Im Laufe der Zeit wird klar, dass Hauke Jacobs nicht so ganz freiwillig die ländliche Einsamkeit aufgesucht hat. Als verdeckter Ermittler hatte er in der organisierten Kriminalität ermittelt, weshalb er sich bis zum Prozessbeginn und seiner Aussage vor Gericht mithilfe eines Zeugenschutzprogrammes in dem kleinen Ort aufhält, wo jeder jeden kennt und Fremde sofort auffallen. Als Jacobs nach dem Prozess sein „Exil“ aufgeben kann, entscheidet er sich, in Schwanitz zu bleiben und nicht wieder in die Großstadt zurückzukehren.
Die Ortspolizistin Lona Vogt ebenso wie die Tierarztgehilfin Jule Christiansen sind weitere tragende Figuren im Seriengeschehen, denen vom Drehbuch ein breiter Raum eingeräumt wird. Beide umwerben insgeheim den Tierarzt und buhlen um die Zuneigung des alleinstehenden Mannes, was zu allerlei romantisch-komödiantischen Nebenhandlungen führt, treiben aber auch die Haupthandlung weiter. In der 7. Episode Gold! offenbart sich Jacobs ihnen gegenüber erstmals als ehemaliger Polizist mit dem wahren Namen Hauke Witt. In der 9. Folge Dinge des Lebens arbeitet er erstmals wieder offiziell als Polizeibeamter.
Nachdem Lona Vogt aus gesundheitlichen Gründen ausgefallen ist, übernimmt Jacobs als Polizist „in Teilzeit“ die Ermittlungen in Schwanitz zu einem Mordfall auf einem Hof. Nachdem Vogt wieder ihren Dienst angetreten hat, unterliegt sie in einem Zweikampf mit einem Mörder und wird in der 11. Episode In eigener Sache erschossen.
Nach Vogts Tod tritt die Kieler Polizistin Hannah Wagner in der 12. Folge Der Anschlag deren Nachfolge an. Während Christiansen Wagner herzlich empfängt, ist das Verhältnis zwischen ihr und Jacobs anfangs kühl. Spätestens in der 14. Episode Im Namen des Vaters verstehen die beiden einander jedoch besser und agieren als Team.
Weitere filmfigurgebundene komödiantische Running Gags liefern regelmäßige Auftritte des Kleinunternehmers Ösker sowie der beiden Bestatter Töteberg und Bleckmann.

## Besetzung
| Name              | Schauspieler       | Bemerkungen | Folge                               | Jahr      |
| ----------------- | ------------------ | --- | ----------------------------------- | --------- |
| Hauke Jacobs      | Hinnerk Schönemann | Tierarzt in Schwanitz, aushilfsweise Revierleiter der Polizeiwache Schwanitz, guter Freund von Polizistin Lona Vogt und Jule Christiansen                              | 1–                                  | 2014–     |
| Lona Vogt †       | Henny Reents       | Revierleiterin des Polizeipostens in Schwanitz, gute Freundin von Hauke Jacobs und Jule Christiansen, Tochter von Reimar Vogt. Stirbt bei einer Ermittlung in Folge 11 | 1–11, 15                            | 2014–2020 |
| Jule Christiansen | Marleen Lohse      | Tierarzthelferin und ab Folge 16 Tierärztin in Schwanitz, gute Freundin von Hauke Jacobs, Lona Vogt und Hannah Wagner                                                  | 1–                                  | 2014–     |
| Sarah Winter      | Anja Schneider     | Kommissarin aus Kiel, die nach dem Tod von Lona Vogt Hauke Jakobs hilft, den Fall aufzulösen.                                                                          | 11                                  | 2020      |
| Hannah Wagner     | Jana Klinge        | Kommissarin, die nach dem Tod von Lona Vogt deren Posten in Schwanitz übernimmt. Gute Freundin von Jule Christiansen.                                                  | 12–                                 | 2021–     |
| Reimar Vogt       | Peter Prager       | Ehemaliger Geheimagent, Lona Vogts Vater, muss eines Tages wieder untertauchen und jagt den Mörder seiner Frau (Lonas Mutter)                                          | 1–3, 6, 9, 11, 13, 23               | 2014–     |
| Mehmet Ösker      | Cem-Ali Gültekin   | Tollpatschiger Kleinunternehmer in Schwanitz, ständig auf der Suche nach neuen Jobs, betreibt dadurch in jeder Folge eine andere wenig einträgliche Tätigkeit          | 1–2, 4–                             | 2014–     |
| Michael Töteberg  | Stephan A. Tölle   | Bestatter in Schwanitz | 2–4, 6–22, 24–                      | 2015–     |
| Ellen Bleckmann   | Regine Hentschel   | Bestatterin in Schwanitz, vom Kollegen Töteberg „Blecky“ genannt | 2–4, 6–22, 24–                      | 2015–     |
| Bine Pufal        | Victoria Fleer     | In der ersten Folge Betreiberin eines Taxiunternehmens mit ihrem Mann, ab Folge 4 Hotelbetreiberin in Schwanitz                                                        | 1, 4–7, 10–16, 21–22, 24            | 2017–     |
| Martin Puttkammer | Joshy Peters       | Kriminaltechniker | 3, 4, 7, 9, 11, 13, 15, 17, 19, 22– | 2017–     |
| Simon Rost †      | Rainer Furch       | Ehemaliger Vorgesetzter von Hauke Jacobs, stirbt in Folge 22 | 4, 7, 9, 14, 20–22, 24              | 2017–2024 |
| Timo Karstensen † | Lasse Myhr         | Freund von Hauke Jacobs, Freund von Jule Christiansen, verdeckt arbeitender Ermittler, stirbt in Folge 10                                                              | 8, 10                               | 2019–2020 |

## Folgen
| Nr. | Originaltitel             | Erstausstrahlung | Regie                     | Drehbuch               | Zuschauer              |
| --- | ------------------------- | ---------------- | ------------------------- | ---------------------- | ---------------------- |
| 1   | Käpt’n Hook               | 6. Nov. 2014     | Marc Brummund             | Holger Karsten Schmidt | 5,35 Mio. (16,6 % MA)  |
| 2   | Der wilde Sven            | 22. Okt. 2015    | Jochen Alexander Freydank | Holger Karsten Schmidt | 4,68 Mio. (14,7 % MA)  |
| 3   | Estonia                   | 30. März 2017    | Dagmar Seume              | Holger Karsten Schmidt | 5,96 Mio. (19,2 % MA)  |
| 4   | Der Transport             | 6. Apr. 2017     | Till Franzen              | Holger Karsten Schmidt | 5,89 Mio. (18,6 % MA)  |
| 5   | Sandy                     | 11. Jan. 2018    | Max Zähle                 | Holger Karsten Schmidt | 5,85 Mio. (18,5 % MA)  |
| 6   | Waidmannsheil             | 18. Jan. 2018    | Felix Herzogenrath        | Holger Karsten Schmidt | 6,67 Mio. (20,2 % MA)  |
| 7   | Gold!                     | 3. Jan. 2019     | Christian Theede          | Holger Karsten Schmidt | 6,45 Mio. (19,9 % MA)  |
| 8   | Frau Irmler               | 10. Jan. 2019    | Felix Herzogenrath        | Niels Holle            | 6,81 Mio. (21,9 % MA)  |
| 9   | Dinge des Lebens          | 23. Jan. 2020    | Markus Imboden            | Holger Karsten Schmidt | 7,20 Mio. (22,8 % MA)  |
| 10  | Ein Killer und ein Halber | 30. Jan. 2020    | Nina Wolfrum              | Niels Holle            | 6,98 Mio. (22,4 % MA)  |
| 11  | In eigener Sache          | 6. Feb. 2020     | Felix Herzogenrath        | Holger Karsten Schmidt | 7,07 Mio. (22,5 % MA)  |
| 12  | Der Anschlag              | 7. Jan. 2021     | Nina Wolfrum              | Holger Karsten Schmidt | 8,16 Mio. (24,0 % MA)  |
| 13  | Conny & Maik              | 14. Jan. 2021    | Nina Wolfrum              | Niels Holle            | 8,55 Mio. (24,9 % MA)  |
| 14  | Im Namen des Vaters       | 21. Jan. 2021    | Philipp Osthus            | Niels Holle            | 10,08 Mio. (29,5 % MA) |
| 15  | Ho Ho Ho! (Special)       | 25. Dez. 2021    | Ingo Rasper               | Holger Karsten Schmidt | 7,44 Mio. (26,4 % MA)  |
| 16  | Der Andy von nebenan      | 6. Jan. 2022     | Nina Wolfrum              | Niels Holle            | 8,12 Mio. (26,0 % MA)  |
| 17  | Der Ring                  | 13. Jan. 2022    | Markus Imboden            | Niels Holle            | 8,88 Mio. (28,8 % MA)  |
| 18  | Wilde Hunde               | 20. Jan. 2022    | Christiane Balthasar      | Holger Karsten Schmidt | 8,02 Mio. (26,3 % MA)  |
| 19  | Auf der Flucht            | 5. Jan. 2023     | Hinnerk Schönemann        | Holger Karsten Schmidt | 7,96 Mio. (28,0 % MA)  |
| 20  | Canasta                   | 12. Jan. 2023    | Felix Herzogenrath        | Niels Holle            | 8,01 Mio. (28,6 % MA)  |
| 21  | Natalja                   | 19. Jan. 2023    | Felix Herzogenrath        | Niels Holle            | 6,64 Mio. (25,2 % MA)  |
| 22  | Kobold Nr. Vier           | 4. Jan. 2024     | Steffi Doehlemann         | Holger Karsten Schmidt | 7,58 Mio. (27,1 % MA)  |
| 23  | Der doppelte Lothar       | 11. Jan. 2024    | Hinnerk Schönemann        | Holger Karsten Schmidt | 8,08 Mio. (29,7 % MA)  |
| 24  | Die letzte Fähre          | 18. Jan. 2024    | Judith Kennel             | Niels Holle            | 8,04 Mio. (28,3 % MA)  |
| 25  | Fette Ente mit Pilzen     | 2. Jan. 2025     | Steffi Doehlemann         | Holger Karsten Schmidt | 7,68 Mio. (28,5 % MA)  |
| 26  | Haare? Hartmann!          | 9. Jan. 2025     | Felix Herzogenrath        | Niels Holle            | 6,85 Mio. (26,3 % MA)  |
| 27  | Das Nolden-Haus           | 16. Jan. 2025    | Felix Herzogenrath        | Niels Holle            | 6,95 Mio. (26,9 % MA)  |
| 28  | Pechmarie                 | –                | Joana Vogdt               | Holger Karsten Schmidt |                        |
| 29  | Blindgänger               | –                | Hinnerk Schönemann        | Mariann Kaiser         |                        |
| 30  | Das dritte Grab           | –                | Greta Benkelmann          | Niels Holle            |                        |

## Hintergrund
Der Titel wurde an den Hitchcock-Thriller Der unsichtbare Dritte angelehnt, dessen Originaltitel North by Northwest lautet. Eine Himmelsrichtung „Nord bei Nordwest/North by Northwest“ existiert allerdings weder im Deutschen noch im Englischen, es gibt lediglich „Nord-Nordwest“ und „Nordwest bei Nord“.  
Die Dreharbeiten für den fiktiven Ort Schwanitz finden auf dem Priwall und in Travemünde statt, außerdem in Orth, Petersdorf und Flügge auf Fehmarn, in den Hamburger Vier- und Marschlanden sowie in Geesthacht.
Henny Reents, die in der Reihe die Ortspolizistin Lona Vogt spielte, stieg auf eigenen Wunsch nach der elften Folge In eigener Sache aus. Für sie spielte in dieser Folge Anja Schneider als Sarah Winter eine Kommissarin aus Kiel, anschließend übernahm Jana Klinge, die fortan die Kommissarin Hannah Wagner aus Kiel spielt.
Am 15. November 2021 gab die bisherige Produzentin der Serie, Claudia Schröder, bekannt, dass zukünftig Seth Hollinderbäumer, der neu zu triple pictures (tp3) gestoßen ist, die Produktion übernehmen wird, die sie mit ihrer 2020 gegründeten Firma ab der Folge Der Ring übernommen hatte.
International wird die Serie als Vet Jacobs – Agent on Occasion vermarktet und unter anderem nach Japan, Portugal und Italien verkauft.

## Kritiken
Bei Quotenmeter.de kam Julian Miller zu dem Urteil: „Das Gelungene an ‚Nord bei Nordwest‘ ist, dass diese Reihe weiß, was sie sein kann und will: nette, harmlose Unterhaltung. Anders als viele vergleichbare Formate mit ähnlicher Zielsetzung sieht sie deren Erfüllung aber nicht in einer haltungslosen Anbiederung oder der berechneten wie klischeehaften Bedienung der Interessen einer tatterigen Zuschauerklientel.“
Rainer Tittelbach von tittelbach.tv rezensierte: „Buch wie Film haben starke Momente. Kaum einer hat mit dem Genre Krimi zu tun. Dieses bietet den Rahmen, die Struktur, die Finalspannung und gibt offenbar den Zuschauern auch den Einschaltimpuls.“ „[…] wenn es um Sex, Sympathie und das vermeintlich ganz offene Reden darüber geht (was den Mann einigermaßen verunsichert), nähert sich Autor Holger Karsten Schmidt dem, worum es hier eigentlich geht: ein Mann und zwei Frauen, von denen erkennbar nur eine Person ein deutliches sexuelles Interesse zeigt. Die versteckte Erotik ist die Triebkraft dieser Reihe.“

## Auszeichnungen
In der Jubiläumssendung „75 Jahre ARD“ am 5. April 2025 wurde die Reihe Nord bei Nordwest zur beliebtesten Kultserie aller Zeiten gewählt.